# Ostrá Lúka
Ostrá Lúka je obec ve středním Slovensku ležící jihozápadně od města Zvolen. První písemná zmínka o ní pochází z roku 1332. V jižních partiích obce stojí kostel a také renesanční kaštel, který zde mezi roky 1636 a 1641 nechal vybudovat šlechtický rod Ostrolúckých, jemuž sídlo v té době patřilo.

## Osobnosti
Ke zdejším osobnostem patří Adela Ostrolúcka, jež se stala múzou Ľudovíta Štúra, s nímž se po jejím přestěhování do Zemianského Podhradí na česko-slovenském pomezí scházela v tamním kostele.